# 蓝丝带
藍絲帶是一種颜色丝带，意義在不同地區有所不同。

## 網際網路
創立於美国的电子前哨基金会（EFF）于1996年將藍絲帶作為一個表示網路自由、反對資訊審查、支持網路言論自由、出版自由和結社自由的象征。如同其他顏色的絲帶一樣，民眾和特定組織藉由配戴或懸掛大型藍絲帶表達他們的支持及訴求。
除了實體絲帶以外，藍絲帶也被EFF製成圖片(如GIF、JPEG檔案)，方便支持者在自己的網站上聲援。

## 香港

### 新聞界
2014年初，香港商業電台節目主持人李慧玲及《明報》總編輯劉進圖分別遭突然撤職，新聞界憂慮言論自由進入「寒冬」。香港記者協會在同年2月舉行的渣打香港馬拉松活動上發起「藍絲帶行動」，清晨5時起在街頭派發象徵新聞及言論自由的藍絲帶，呼籲參賽者戴上，獲最少6,600名選手響應。
2014年2月26日，劉進圖在街頭遇襲，翌日《明報》百多名員工穿上黑衣、佩戴藍絲帶，在報社門外默禱；香港中文大學數百名師生也在校園的民主女神像前，為民主女神像綁上藍絲帶，象徵捍衛新聞自由。多個香港新聞團體繼而在3月2日發起「反暴力遊行」，要求警方緝兇，參加者都穿上黑衣、繫上藍絲帶。

### 建制派支持者
在香港，李偲嫣發起以「藍絲」一詞形容支持香港警察（因一般警員的制服為藍色）、香港特別行政區政府、建制派政黨以及中華人民共和國政府的人士，或是歷年來參與「藍絲帶」政治運動的人。
2019年反對逃犯條例修訂草案運動後，有民主派區議員（例如李文浩和劉家衡）在其辦事處門外貼上「本辦事處不為任何藍絲提供服務」及「藍絲與狗不得內進」的告示。2020年3月數十名親政府人士不滿並襲擊辦事處，警方事後拘捕3人，涉與建制派組織香港政研會有關。